# Kanop
Kanop ali Kanob (grško starogrško Κάνωβος, Kánobos) je bil grški mitološki krmar ladje špartanskega kralja Menelaja v trojanski vojni. Opisan je kot  postaven mladenič in ljubljenec egipčanske prerokinje Teonoe, kateri nikoli ni vračal njenih čustev.
Kanopa je, po legendi, po pristanku na egiptovski obali ugriznila kača in je umrl. Njegov gospodar Menelaj mu je v enem od izlivov Nila postavil spomenik, okoli katerega se je kasneje razvilo mesto Kanop.

## Drugo
Po Kanopu se imenuje zvezda Kanop, najsvetlejša zvezda v južnem ozvezdju Kobilice  (ladijske), ki je za Sirijem najsvetlejša zvezda nočnega neba.

## Sklica
1. ↑  Conon, Zgodbe, 8.
2. ↑  Strabon, Geografija, 17. 1. 17.